# Van der Leeuw
Van der Leeuw is een Nederlandse familienaam. Er bestaan verschillende families met deze naam, waartussen niet altijd een verband bestaat.

## Bekende personen met de naam Van der Leeuw
- Van der Leeuw (geslacht)
- Aart van der Leeuw, schrijver.
- Anna van der Leeuw, artiestennaam Anne Vanderlove (1943-2019), chansonnière
- Bastiaan Govertsz van der Leeuw, Dorts schilder (1624-1680)
- Caroline van der Leeuw, zangeres.
- Cees van der Leeuw, firmant van de firma Van Nelle en psychiater.
- Charles van der Leeuw, journalist en schrijver.
- Dick van der Leeuw, firmant van de firma Van Nelle.
- Gerardus van der Leeuw, theoloog en minister, naar wie de Van der Leeuw-lezing is genoemd.
- Govert van der Leeuw, schilder (~1645-1688, zoon van Bastiaan Govertsz van der Leeuw).
- Koos van der Leeuw, theosoof
- Pieter van der Leeuw, schilder (2e helft 17e eeuw, zoon van Bastiaan Govertsz van der Leeuw)